# Театр в Арелате
Театр в Арелате — здание античного театра в городе Арль в Провансе. Был построен в эпоху Октавиана Августа (примерно в 30—15 годах до н. э.), когда Арль, называвшийся тогда Арелат, являлся важным городом провинции Нарбонская Галлия.

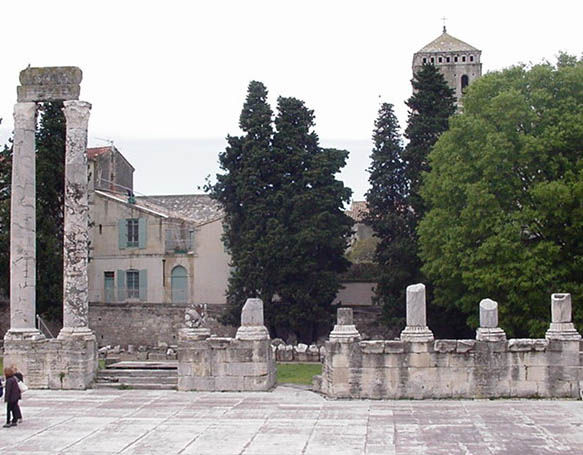
Римский театр в Арелате

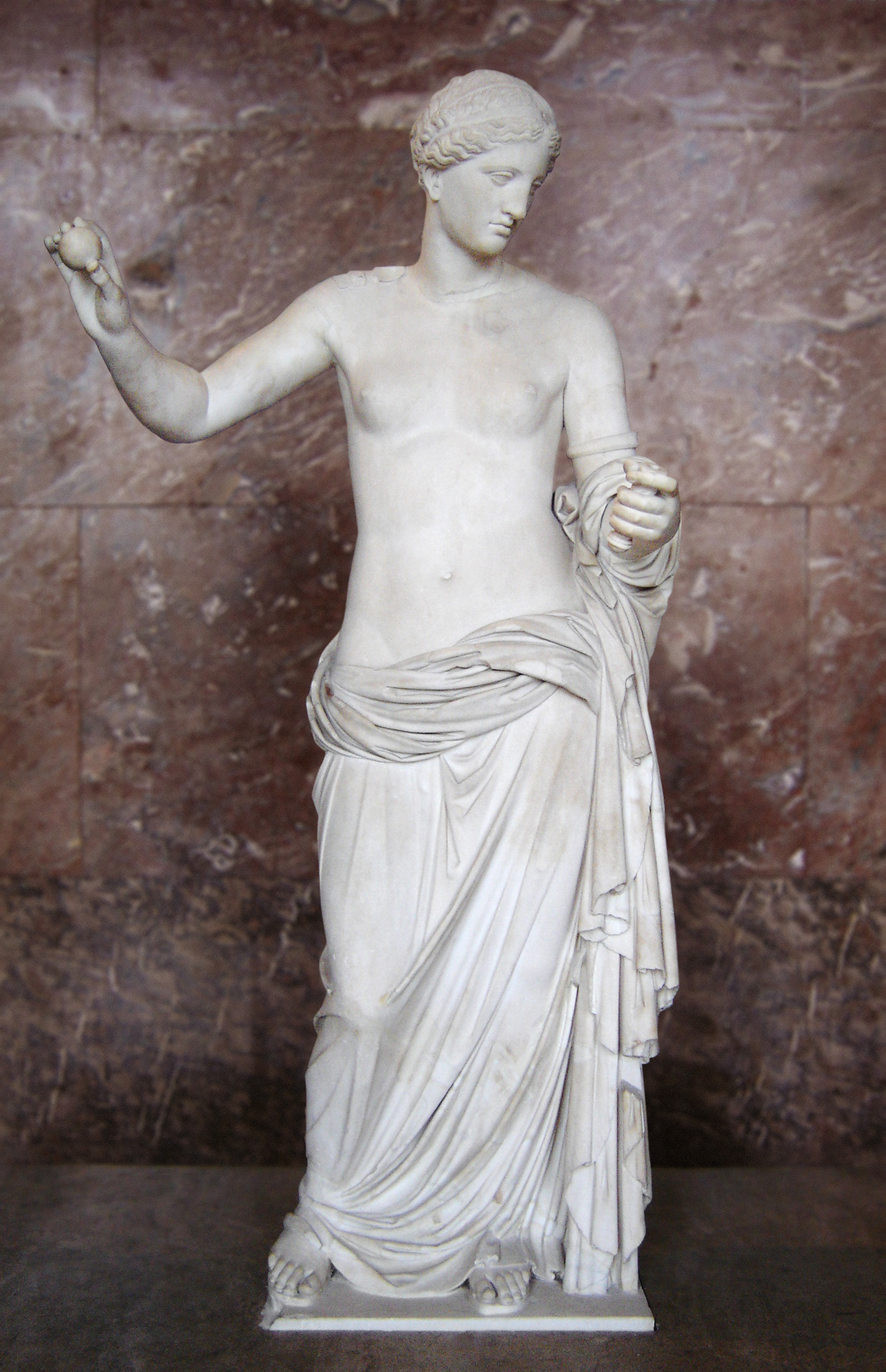
Венера Арлезианская. Копия «Афродиты» Праксителя, I век, Лувр

Скена театра, от которой сохранилось лишь две колонны, была некогда украшена статуями, среди которых главенствовало трёхметровое изваяние Августа. По бокам от него стояли статуи богини Дианы (от неё уцелела только голова) и Венеры (т. н. «Венеры Арльской», найденной в 1651 году и ныне хранящейся в Лувре). Стены некогда украшали аркады трех ордеров: сегодня от них осталась только одиноко стоящая «башня Ротланда».
Начиная с V века каменные архитектурные детали театра стали разбирать на строительство церквей, жилых домов и крепостных стен.
Сейчас в театре проводятся различные мероприятия, в том числе ежегодный Июльский фестиваль, в котором принимают участие актёры, певцы и музыканты. Здесь же проходит Праздник королевы Арля, в котором принимают участие жители Прованса в традиционных костюмах.